# Xysticus taukumkurt
Xysticus taukumkurt là một loài nhện trong họ Thomisidae.
Loài này thuộc chi Xysticus. Xysticus taukumkurt được Yuri M. Marusik & Dmitri Viktorovich Logunov miêu tả năm 1990.